# زمان ماند
زمان ماند (به انگلیسی: Residence time) بیانگر مدت زمانی است که یک ذره در یک سیستم قرار دارد. تعریف بنیادی این کمیت به صورت زیر است:
{\displaystyle {\frac {\mathrm {The~capacity~of~a~system~to~hold~a~substance} }{\mathrm {The~rate~of~flow~of~the~substance~through~the~system} }}}
که به صورت زیر خلاصه می‌شود:
{\displaystyle \tau ={\frac {V}{q}}}
این کمیت در علوم مهندسی، شیمی و داروسازی کاربرد دارد.